# La malquerida, colei che non si deve amare
La malquerida, colei che non si deve amare (La malquerida) è un film del 1949 diretto da Emilio Fernández che ha anche adattato il romanzo omonimo di Jacinto Benavente autore spagnolo premio Nobel.

## Trama
La giovane Acacia mal sopporta Esteban, il secondo marito di sua madre Raimunda tanto da voler lasciare la tenuta dove vivono. In verità anche lei è attratta dall'uomo e si rende conto di essere ricambiata quando l'uomo uccide il giovane Faustino che voleva rapire la ragazza.